# Udiča
Udiča (Hongaars: Vágudva) is een Slowaakse gemeente in de regio Trenčín, en maakt deel uit van het district Považská Bystrica.
Udiča telt 2.183 inwoners.

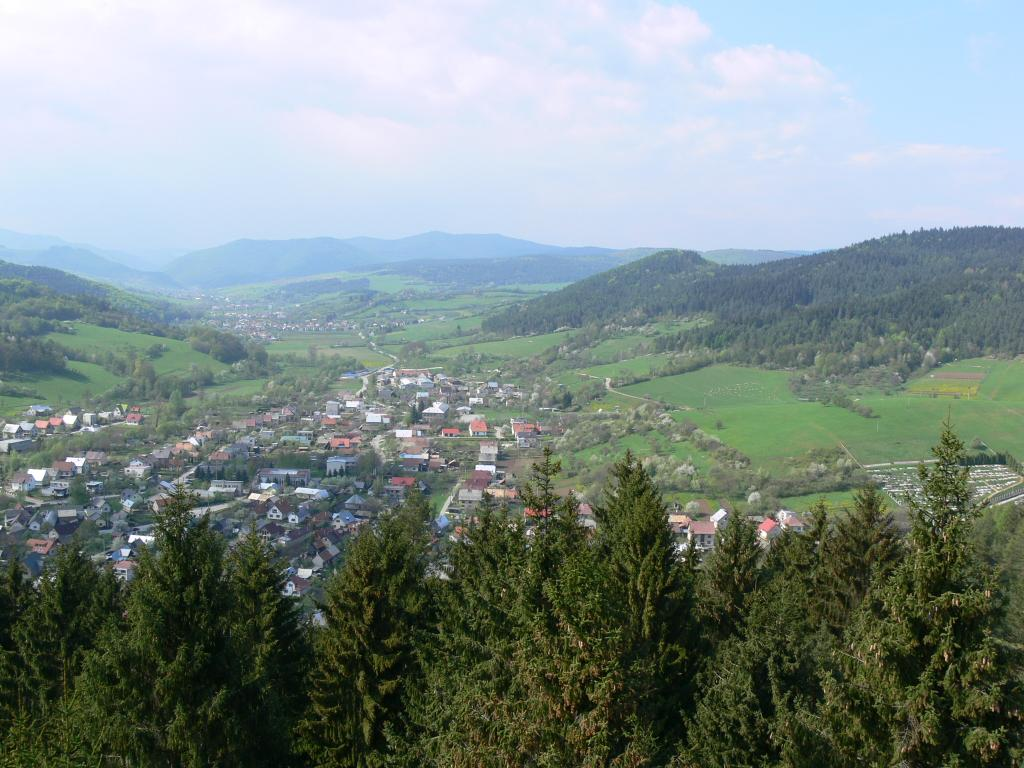
Udiča
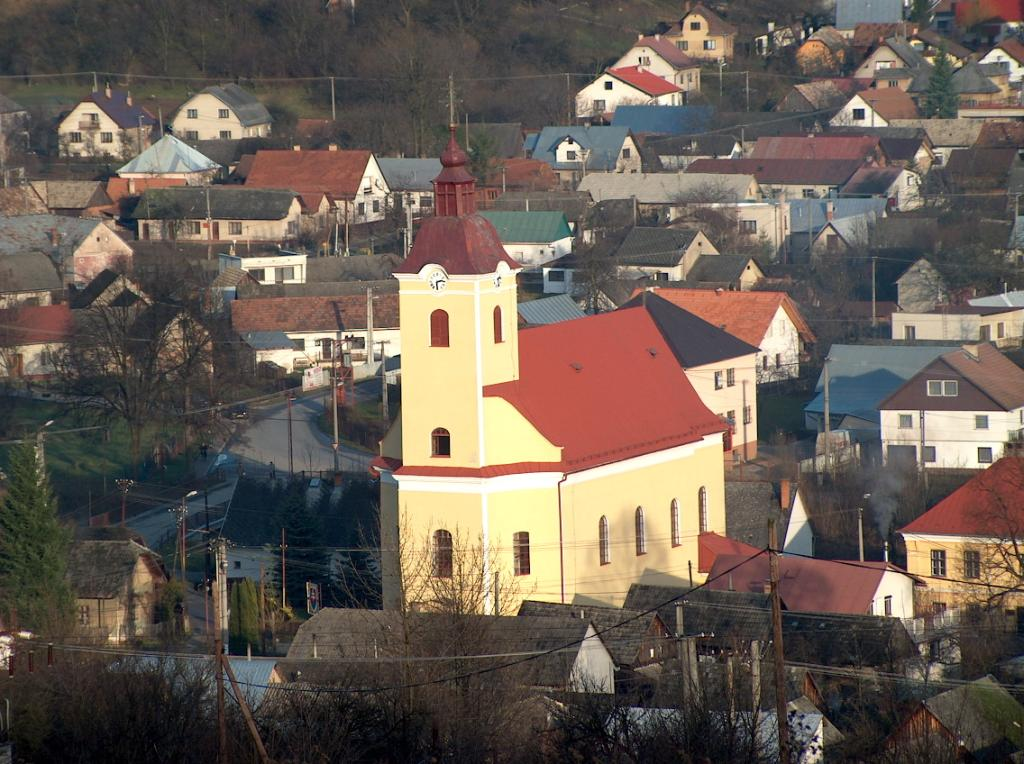
Kerk in het centrum van Udiča